# Baranyai Zoltán
Baranyai Zoltán (Nagyszőlős,  1888. december 12. – Notre Dame, Indiana, 1948. október 25.) középiskolai tanár, irodalomtörténész, jogi szakíró, nagykövet. 

## Pályafutása
Baranyai Gyula és Quincz Emília fia. 1920-tól 1925. május 20-ig Genfben, a Nemzetek Szövetségénél a magyar ügyek intézője. Tudományos munkássága főként a magyar–francia irodalmi kapcsolatok földerítésére irányult.
Felesége Kövesligethy Erzsébet Berta volt, akit 1918. november 17-én Budapesten, az Erzsébetvárosban vett nőül.

## Művei
- A francia nyelv és műveltség Magyarországon a XVIII. században (1920)
- A kisebbségi jogok védelme (Budapest, 1922)